# Ischnus canariensis
Ischnus canariensis là một loài tò vò trong họ Ichneumonidae.